# Campoplex capitator
Campoplex capitator är en stekelart som beskrevs av Aubert 1960. Campoplex capitator ingår i släktet Campoplex och familjen brokparasitsteklar. Inga underarter finns listade.